# Till en liten vira
Till en liten vira är en oljemålning på duk av den svenske konstnären Carl Larsson (1853–1919) målad 1901. Tavlan föreställer en interiör från gården Lilla Hyttnäs i Sundborn i Dalarna, idag känt som Carl Larsson-gården. Carl Larssons fru, konstnären Karin Bergöö (1859–1928), är i färd med att göra i ordning te, grogg och likör till en omgång av kortspelet vira. I förgrunden ses också två av parets barn. Bordet där kortspelet ska ske ses genom en dörröppning, i Carl Larssons egna ord "I bakgrunden befinner sig själva sanktuarium, virabordet, ordnat av mig själv." Tavlan mäter 68 x 92 centimeter och tillhör Nationalmuseum som fick den i gåva 1916. 

## Bilden i sitt sammanhang
Lilla Hyttnäs var en skänk av Karins far Adolf Bergöö 1889, och paret bosatte sig där för gott 1901. Karin hade då precis som Carl en gedigen konstnärlig utbildning bakom sig. De gifte sig 1883 och fick sammanlagt sju barn som alla är med i bilderna från Sundborn. 1900 ingick Sundborn i lanseringen av ett nytt nationellt inredningsideal och som en samhällelig modell. I nationalismen uppfattades den borgerliga mannen som familjens och nationens beskyddare medan kvinnorna placerades inom den privata sfären. Lilla Hyttnäs var i hög grad ett offentligt hem som bland annat marknadsfördes genom de illustrerade böckerna Ett hem (1899) och Åt solsidan (1910). Hemmet var influerat av John Ruskins tankar om en skönare värld bortom industrialismens massproducerade varor. Larssons blandade friskt äldre textilier med egna vävda alster och de nydesignade möbler som samsades med allmoge- och högreståndsmöbler från 1600–1700- talet. Larssons nationella inredningsideal blev sedan vägledande för generationer av svenskar.
Carl deltog aktivt i tidens konstliv men Karins insats förblev anonym ända fram till 1970-talet då feministiska forskare uppmärksammade bortglömda kvinnliga konstnärskap. Idag är Karin internationellt erkänd för sina banbrytande textilier och inredningar på Lilla Hyttnäs. Hemmet i Sundborn i Dalarna var en skapelse av båda makarna Larsson, men i bilderna därifrån försvinner Karins konstnärskap som här, där hon avbildas som mor och som hemmets vårdarinna. Målningarna från Sundborn är därmed en del av den "backlash" som vid denna tid drabbade den "Nya kvinnan", alla de yrkesarbetande kvinnor som lyckats etablera sig i det offentliga livet.